# Salve a ti
Salve a ti is het volkslied van Nicaragua. 
Het is geschreven door Salomon Ibarra Mayorga en de arrangementen zijn van Luis A. Delgadillo.
Het werd op 20 oktober 1939 goedgekeurd en op 25 augustus 1971 aanvaard als nationaal volkslied. Het volkslied is in Latijns-Amerika het enige volkslied dat spreekt over vrede in plaats van oorlog.

## Tekst
| Spaanse tekst |  | Nederlandse tekst |
| ¡Salve a ti, Nicaragua! En tu suelo ya no ruge la voz del cañón ni se tiñe con sangre de hermanos tu glorioso pendón bicolor.        |  | Heil, Nicaragua. Op jouw grond brult niet langer de stem van het kanon noch kleurt het bloed van de broeders jouw roemrijke tweekleurige vlag |
| Brille hermosa la paz en tu cielo nada empañe tu gloria inmortal que el trabajo es tu digno laurel y el honor es tu enseña triunfal. |  | Straal prachtig de vrede in je hemel niets besmet je eeuwige roem dat werk je waardige lauweren moge zijn en eer je triomferende banier.      |